# Championnat de Belgique de rugby à XV 2022-2023
Navigation
Championnat 2021-2022 Championnat 2023-2024
Le championnat de Belgique de rugby à XV 2022-2023 oppose les dix meilleures équipes belges de rugby à XV.

## Liste des équipes en compétition
| Kituro Dendermonde Soignies La Hulpe Ottignies Waterloo Boitsfort Coq Liège Frameries |

| Équipes             | Ville               | Stade                              | Capacité |
| ------------------- | ------------------- | ---------------------------------- | -------- |
| ASUB Rugby Waterloo | Waterloo            | Complexe sportif du Pachy          | 1 000    |
| Boitsfort RC        | Watermael-Boitsfort | Plateau de la Foresterie           | 150      |
| Coq Mosan           | Berneau             | Stade de Longchamps                | 0        |
| RC La Hulpe         | La Hulpe            | Stade du Brésil                    | 0        |
| Dendermondse RC     | Termonde            | Sportcomplex Sint-Gillis           | 1 500    |
| Kituro RC           | Schaerbeek          | Complexe Wahis                     | 0        |
| RC Soignies         | Soignies            | Stade de rugby de Soignies         | 0        |
| Ottignies RC        | Ottignies           | Stade de rugby de Louvain-la-Neuve | 0        |
| RFC Liège           | Liège               | Stade de Rocourt                   | 3 000    |
| RC Frameries        | Frameries           | Stade Louis Piérard                | 0        |

## Compétitions

### Saison régulière
La saison régulière voit les 10 équipes s'affronter en matchs aller/retour sur 18 journées.
À l'issue de la saison régulière, les quatre meilleures équipes au classement accèdent à la phase finale, tandis que la 9e équipe au classement participe au match d'accession contre le finaliste de Division 2 et que la dernière équipe au classement est reléguée en Division 2.

### Classement de la phase régulière
| Rang | Club            | J  | V  | N | D  | Pm  | Pe  | Diff | Pts |
| ---- | --------------- | -- | -- | - | -- | --- | --- | ---- | --- |
| 1    | Dendermonde RC  | 18 | 17 | 0 | 1  | 578 | 230 | +348 | 81  |
| 2    | RC Soignies     | 18 | 13 | 0 | 5  | 570 | 285 | +285 | 67  |
| 3    | RC La Hulpe (T) | 18 | 13 | 1 | 4  | 340 | 243 | +97  | 60  |
| 4    | ASUB Waterloo   | 18 | 12 | 0 | 6  | 456 | 323 | +133 | 58  |
| 5    | Kituro RC       | 18 | 9  | 0 | 9  | 363 | 392 | -29  | 43  |
| 6    | Boitsfort RC    | 18 | 8  | 0 | 10 | 417 | 382 | +35  | 42  |
| 7    | Coq mosan (P)   | 18 | 6  | 2 | 10 | 335 | 396 | -61  | 35  |
| 8    | Ottignies RC    | 18 | 5  | 1 | 12 | 313 | 470 | -157 | 27  |
| 9    | RC Frameries    | 18 | 5  | 0 | 13 | 282 | 486 | -204 | 24  |
| 10   | RCF Liège       | 18 | 0  | 0 | 18 | 183 | 630 | -447 | 0   |

|  | Qualifiés pour les demi-finales (no 1, no 2).                 |
|  | Qualifiés pour les quarts de finale (no 3, no 4, no 5, no 6). |
|  | Barrage de relégation (no 7).                                 |
|  | Relégation (no 8).                                            |
|  | T : tenant du titre 2022 • P : promu 2022                     |

Attribution des points : victoire sur tapis vert : 5, victoire : 4, match nul : 2, défaite : 0, forfait : -2 ; plus les bonus (offensif : 4 essais marqués ; défensif : défaite par 7 points d'écart ou moins).

### Phase Finale

#### Barrage d'accession
Le club classé à la 9e place au classement à l'issue de la saison régulière dispute à l'extérieur un match d'accession contre le finaliste de Division 2. Le gagnant joue en première division la saison suivante.
| Match d'accession 21 mai 2023 14h00 | Namur XV | 19-34 | RC Frameries | Centre sportif Nelson Mandela |
| Match d'accession 21 mai 2023 14h00 |          |       |              | Centre sportif Nelson Mandela |
| Match d'accession 21 mai 2023 14h00 |          |       |              | Centre sportif Nelson Mandela |

#### Tableau final
Les six premiers au classement de la saison régulière participent à la phase finale. Les deux équipes les mieux classées affrontent respectivement les deux vainqueurs des quarts de finale à domicile.
|  | Quarts de finale    | Quarts de finale |                 |    | Demi-finales | Demi-finales |  |  | Finale      | Finale      |
|  | Quarts de finale    | Quarts de finale |                 |    | Demi-finales | Demi-finales |  |  | Finale      | Finale      |
|  |                     |                  |                 |    |              |              |  |  |             |             |
|  |                     |                  |                 |    | 14 mai 2023  | 14 mai 2023  |  |  | 20 mai 2023 | 20 mai 2023 |
|  |                     |                  |                 |    | 14 mai 2023  | 14 mai 2023  |  |  | 20 mai 2023 | 20 mai 2023 |
|  |                     |                  |                 |    | 14 mai 2023  | 14 mai 2023  |  |  | 20 mai 2023 | 20 mai 2023 |
|  |                     |                  |                 |    | 14 mai 2023  | 14 mai 2023  |  |  | 20 mai 2023 | 20 mai 2023 |
|  |                     |                  |                 |    | 14 mai 2023  | 14 mai 2023  |  |  | 20 mai 2023 | 20 mai 2023 |
|  | Dendermondse RC     | 45               |                 |    |              |              |  |  | 20 mai 2023 | 20 mai 2023 |
|  | Dendermondse RC     | 45               | 30 avril 2023   |    |              |              |  |  | 20 mai 2023 | 20 mai 2023 |
|  |                     | Kituro RC        | 3               |    |              |              |  |  | 20 mai 2023 | 20 mai 2023 |
|  | ASUB Rugby Waterloo | Kituro RC        | 3               | 21 |              |              |  |  | 20 mai 2023 | 20 mai 2023 |
|  | ASUB Rugby Waterloo |                  |                 | 21 |              |              |  |  | 20 mai 2023 | 20 mai 2023 |
|  | Kituro RC           | 26               |                 |    |              |              |  |  | 20 mai 2023 | 20 mai 2023 |
|  | Kituro RC           | 26               | Dendermondse RC | 36 |              |              |  |  |             |             |
|  |                     |                  | Dendermondse RC | 36 |              |              |  |  |             |             |
|  |                     | RC La Hulpe      | 27              |    |              |              |  |  |             |             |
|  |                     | RC La Hulpe      | 27              |    |              |              |  |  |             |             |
|  | 14 mai 2023         |                  |                 |    |              |              |  |  |             |             |
|  |                     |                  |                 |    |              |              |  |  |             |             |
|  | RC Soignies         | 12               |                 |    |              |              |  |  |             |             |
|  | RC Soignies         | 12               | 7 mai 2023      |    |              |              |  |  |             |             |
|  |                     | RC La Hulpe      | 34              |    |              |              |  |  |             |             |
|  | RC La Hulpe         | RC La Hulpe      | 34              | 16 |              |              |  |  |             |             |
|  | RC La Hulpe         |                  |                 | 16 |              |              |  |  |             |             |
|  | Boitsfort RC        | 10               |                 |    |              |              |  |  |             |             |
|  | Boitsfort RC        | 10               |                 |    |              |              |  |  |             |             |

#### Finale
Les gagnants des demi-finales s'affrontent en finale pour le titre de Champion de Belgique 2023.
| Finale 20 mai 2023 16h30 | Dendermondse RC | 36-27 | RC La Hulpe | Centre sportif Nelson Mandela |
| Finale 20 mai 2023 16h30 |                 |       |             | Centre sportif Nelson Mandela |
| Finale 20 mai 2023 16h30 |                 |       |             | Centre sportif Nelson Mandela |